# North Crossett
North Crossett is een plaats (census-designated place) in de Amerikaanse staat Arkansas, en valt bestuurlijk gezien onder Ashley County.

## Demografie
Bij de volkstelling in 2000 werd het aantal inwoners vastgesteld op 3581.

## Geografie
Volgens het United States Census Bureau beslaat de plaats een oppervlakte van
26,7 km², waarvan 26,6 km² land en 0,1 km² water.

## Plaatsen in de nabije omgeving
De onderstaande figuur toont nabijgelegen plaatsen in een straal van 32 km rond North Crossett.